# Louis Blanquart de Bailleul

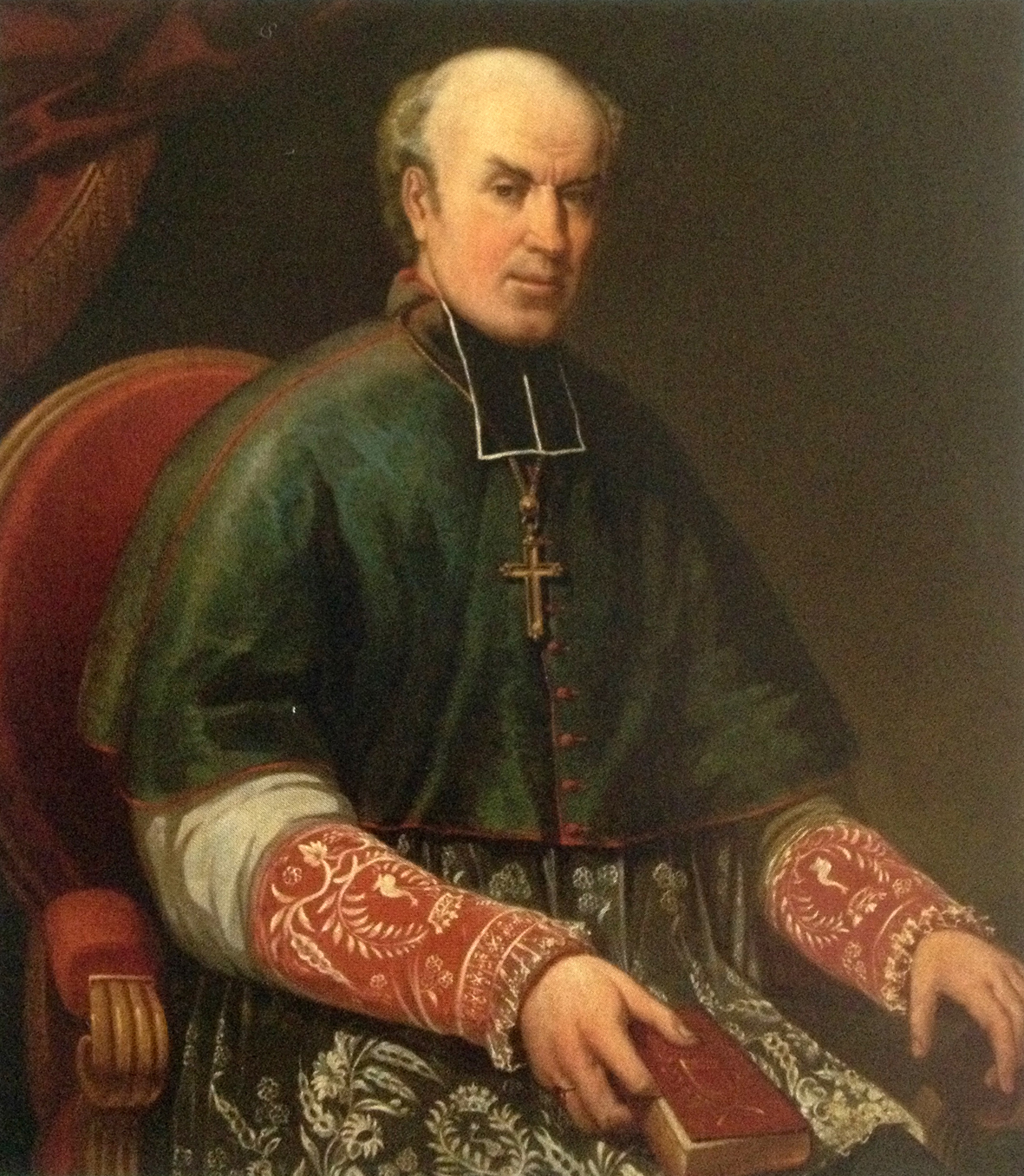
Bischof Louis Blanquart de Bailleul

Louis Blanquart de Bailleul (* 8. September 1795 in Calais; † 30. Dezember 1868 in Versailles) war ein französischer Bischof.

## Leben
Louis-Marie-Edmont Blanquart de Bailleul war der Sohn des Bürgermeisters von Calais. Er studierte in Paris und wurde 1819 zum Priester geweiht. Als Vikar der Kirche Saint-Thomas-d’Aquin lernte er Étienne Borderies kennen, der ihn, als er 1827 Bischof von Versailles wurde, als Generalvikar wählte. Nach Borderies Tod wurde er am 10. September 1832 vom König zum Nachfolger ernannt und am 27. Januar 1833 von Erzbischof Hyacinthe-Louis de Quélen in der Kathedrale von Versailles geweiht. 1837 traute er in Versailles Alexander Friedrich Wilhelm von Württemberg und Marie Christine d’Orléans.
Am 3. März 1844 ernannte ihn der König zum Erzbischof von Rouen, wo er am 27. Januar 1858 aus Krankheitsgründen resignierte. Er zog sich nach Versailles zurück, starb dort im Januar 1869 und wurde in der Kathedrale von Rouen beigesetzt.
Bischof Blanquart war geprägt vom Wirken der Vinzentinerin Rosalie Rendu, die er in Paris kennen gelernt hatte.
Er war seit 1843 Kommandeur der Ehrenlegion.
Sein bischöflicher Wahlspruch lautete: Simplex et fidelis („Einfach und treu“).